# Damietta
Damietta er en by i det nordlige Egypten, med et indbyggertal (pr. 2006) på cirka 206.000. Byen, der ligger ved kysten til Middelhavet, er hovedstad i et governorat af samme navn.
31°25′N 31°49′Ø / 31.417°N 31.817°Ø
- Wikimedia Commons har flere filer relateret til Damietta